# Антонивил (Арканзас)
Антонивил (енгл. Anthonyville) град је у америчкој савезној држави Арканзас.

## Демографија
По попису из 2010. године број становника је 161, што је 89 (-35,6%) становника мање него 2000. године.
| Група             | 2000.       | 2010.       |
| Белци             | 7 (2,8%)    | 14 (8,7%)   |
| Афроамериканци    | 241 (96,4%) | 144 (89,4%) |
| Азијати           | 0 (0,0%)    | 0 (0,0%)    |
| Хиспаноамериканци | 2 (0,8%)    | 0 (0,0%)    |
| Укупно            | 250         | 161         |